# Tony DiLeo
Tony DiLeo (Filadelfia, Pensilvania; 8 de agosto de 1955) es un exentrenador y exdirigente deportivo de baloncesto estadounidense que ejerció como entrenador durante una temporada en los Philadelphia 76ers de la NBA. Es padre del actual jugador T. J. DiLeo.

## Trayectoria deportiva

### Universidad
Jugó baloncesto universitario en los Golden Eagles de la Universidad Tecnológica de Tennessee, y posteriormente en los Explorers de la Universidad de La Salle, donde en su temporada júnior fue incluido en el primer equipo All-American académico.

### Entrenador
Comenzó su carrera de entrenador en el equipo femenino del DJK Agon 08 Düsseldorf, donde permaneció 7 temporadas, compaginándolo durante cuatro con la selección femenina alemana, siendo nombrado en aquel país entrenador del año en 1987.
En la temporada 1992-93 de la NBA ejerció como entrenador asistente, y posteriormente fue asistente de Rod Thorn, que ejercía como director de operaciones en los Sixers, además de ostentar otros cargos en el organigrama de la franquicia. En 2008 sustituyó de forma interina a Maurice Cheeks en el puesto de entrenador principal, logrando 32 victorias y 27 derrotas.
En 2012 se hizo cargo del puesto de general manager del equipo, cargo que ostentó una única temporada.

## Estadísticas
| Equipo             | Temp.   | P  | V  | D  | %V-D | Finalizó         | PP | VP | DP | %V-DP | Resultado           |
| ------------------ | ------- | -- | -- | -- | ---- | ---------------- | -- | -- | -- | ----- | ------------------- |
| Philadelphia 76ers | 2008-09 | 59 | 32 | 27 | .542 | 2.º en Atlántico | 6  | 2  | 4  | .333  | Pierde en 1.ª ronda |
| Total              |         | 59 | 32 | 27 | .542 |                  | 6  | 2  | 4  | .333  |                     |